# Vice (2018)
Vice is een Amerikaanse satirische biopic uit 2018 die geschreven en geregisseerd werd door Adam McKay. De film is gebaseerd op het leven en de politieke carrière van voormalig Amerikaans vicepresident Dick Cheney. De hoofdrollen worden vertolkt door Christian Bale, Amy Adams, Steve Carell, Alison Pill en Sam Rockwell.

## Verhaal
Dick Cheney is een zeer ambitieus zakenman en Republikeins politicus. Midden jaren 1970 werkte hij als jongste stafchef ooit, voor president Gerald Ford en een decennium later werd hij door president George H.W. Bush benoemd als minister van Defensie. In 2000 wordt Cheney, die op dat ogenblik CEO van de multinational Halliburton is, door presidentskandidaat George W. Bush gevraagd om vicepresident te worden. Hij gaat akkoord, op voorwaarde dat hij de overwegend ceremoniële functie mag uitbouwen tot een van de machtigste posities binnen het kabinet.

## Rolverdeling
| Acteur               | Personage            |
| -------------------- | -------------------- |
| Christian Bale       | Dick Cheney          |
| Amy Adams            | Lynne Vincent Cheney |
| Steve Carell         | Donald Rumsfeld      |
| Sam Rockwell         | George W. Bush       |
| Tyler Perry          | Colin Powell         |
| Alison Pill          | Mary Cheney          |
| Lily Rabe            | Liz Cheney           |
| Jesse Plemons        | Kurt, de verteller   |
| Justin Kirk          | Scooter Libby        |
| LisaGay Hamilton     | Condoleezza Rice     |
| Eddie Marsan         | Paul Wolfowitz       |
| Bill Camp            | Gerald Ford          |
| Don McManus          | David Addington      |
| Shea Whigham         | Wayne Vincent        |
| Stephen Adly Guirgis | George Tenet         |
| Camille Harman       | Mary Matalin         |
| Jillian Armenante    | Karen Hughes         |
| Matthew Jacobs       | Antonin Scalia       |
| Robert Hughes        | Warren E. Burger     |
| Paul Perri           | Trent Lott           |
| Brandon Sklenar      | Bobby Prentace       |
| Fay Masterson        | Edna Vincent         |
| Kyle More            | Roger Ailes          |
| Kirk Bovill          | Henry Kissinger      |
| Melissa Marks        | Heather Poe          |
| Chris Dougherty      | Philip Perry         |
| John Hillner         | George H.W. Bush     |
| Michael Reilly Burke | David Gribbin        |
| William Goldman      | Dennis Hastert       |
| Tony Forsmark        | Grover Norquist      |
| Adam Bartley         | Frank Luntz          |
| Kevin J. Flood       | Richard A. Clarke    |
| Paul Yoo             | John Yoo             |
| Brandon Firla        | Jay Bybee            |
| Matt Champagne       | Douglas J. Feith     |
| Joseph Beck          | Karl Rove            |
| Tony Graham          | Abu Musab al-Zarqawi |
| Alex Kingi           | Osama bin Laden      |
| David Fabrizio       | Lawrence Wilkerson   |
| Mark Bramhall        | Harry Whittington    |
| James Hornbeck       | Patrick Leahy        |
| Bob Stephenson       | Rush Limbaugh        |
| Alfred Molina        | ober                 |
| Naomi Watts          | nieuwsanker          |

## Productie

### Ontwikkeling
Begin 2016 kreeg regisseur Adam McKay, die met The Big Short (2015) net een satirische film over de kredietcrisis had gemaakt, griep. Terwijl hij ziek thuisbleef, las hij enkele boeken over gewezen presidentskandidaat Dick Cheney, waarna hij besloot een film over de gewezen politicus te maken met Christian Bale als hoofdrolspeler. In november 2016 raakte bekend dat McKay met Paramount Pictures zou samenwerken aan de verfilming van zijn script. Het project was aanvankelijk bekend onder de titel Backseat.
In het voorjaar van 2017 vond er bij Paramount een machtswissel plaats, waarna de studio twijfels kreeg over het hoge budget en besloot het project te schrappen. Via het productiebedrijf Plan B Entertainment belandde McKays script in mei 2017 bij Annapurna Pictures. De studio bezorgde McKay een budget van zo'n 60 miljoen dollar.

### Casting
Christian Bale, die eerder al een hoofdrol vertolkt had in The Big Short, bevestigde in april 2017 dat hij door McKay gecast was als Dick Cheney. In dezelfde maand werden ook Amy Adams en Steve Carell aan het project verbonden.
Bale kwam zo'n 20 kg aan voor zijn vertolking, schoor zich dagelijks kaal, bleekte zijn wenkbrauwen en verdiepte zich via het internet uitgebreid in de achtergrond van de politicus, die hij ondanks enkele pogingen nooit persoonlijk ontmoette. Carell kreeg de rol van Cheneys collega en partijgenoot Donald Rumsfeld. Net als Bale had hij enkele jaren eerder ook een hoofdrol vertolkt in The Big Short van McKay. De regisseur kwam vervolgens bij Amy Adams uit omdat ze dezelfde agent als Carell had. De actrice werd gecast als Cheneys echtgenote en toeverlaat Lynne. Als voorbereiding op haar rol verdiepte ze zich in de boeken die haar personage geschreven had. Adams en Bale hadden eerder al samengewerkt aan The Fighter (2010) en American Hustle (2013). 
In augustus werd de cast uitgebreid met onder meer Sam Rockwell en Bill Pullman. In oktober, toen de opnames al begonnen waren, werd ook de casting van Tyler Perry en Lily Rabe bekendgemaakt.

### Opnames
De opnames, die in en rond Los Angeles plaatsvonden, gingen in september 2017 van start en duurden tot begin december 2017. Er werd ook een scène opgenomen op de Kern-rivier in Californië. Om meer op zijn personage te lijken werd Bale dagelijks zo'n vier uur behandeld door haar- en make-upartiesten, onder wie drievoudig Oscarwinnaar Greg Cannom.

### Release
De Amerikaanse release van Vice was oorspronkelijk gepland voor 14 december 2018, maar werd uiteindelijk uitgesteld naar 25 december 2018.
De film ging in première op 11 december 2018 in het Samuel Goldwyn Theater in Beverly Hills.

## Prijzen en nominaties
| Jaar | Prijs                  | Categorie                      | Genomineerde(n)              | Uitslag     |
| ---- | ---------------------- | ------------------------------ | ---------------------------- | ----------- |
| 2019 | Golden Globes          | Beste film (musical/komedie)   | Beste film (musical/komedie) | Genomineerd |
| 2019 | Golden Globes          | Beste regie                    | Adam McKay                   | Genomineerd |
| 2019 | Golden Globes          | Beste scenario                 | Adam McKay                   | Genomineerd |
| 2019 | Golden Globes          | Beste acteur (musical/komedie) | Christian Bale               | Gewonnen    |
| 2019 | Golden Globes          | Beste actrice in een bijrol    | Amy Adams                    | Genomineerd |
| 2019 | Golden Globes          | Beste acteur in een bijrol     | Sam Rockwell                 | Genomineerd |
| 2019 | Critics' Choice Awards | Beste film                     | Beste film                   | Genomineerd |
| 2019 | Critics' Choice Awards | Beste ensemble                 | Beste ensemble               | Genomineerd |
| 2019 | Critics' Choice Awards | Beste acteur                   | Christian Bale               | Gewonnen    |
| 2019 | Critics' Choice Awards | Beste acteur in een komedie    | Christian Bale               | Gewonnen    |
| 2019 | Critics' Choice Awards | Beste actrice in een bijrol    | Amy Adams                    | Genomineerd |
| 2019 | Critics' Choice Awards | Beste regie                    | Adam McKay                   | Genomineerd |
| 2019 | Critics' Choice Awards | Beste originele scenario       | Adam McKay                   | Genomineerd |
| 2019 | Critics' Choice Awards | Beste montage                  | Hank Corwin                  | Genomineerd |
| 2019 | Critics' Choice Awards | Beste grime en haarstijl       | Beste grime en haarstijl     | Gewonnen    |
| 2019 | BAFTA Awards           | Beste acteur                   | Christian Bale               | Genomineerd |
| 2019 | BAFTA Awards           | Beste acteur in een bijrol     | Sam Rockwell                 | Genomineerd |
| 2019 | BAFTA Awards           | Beste actrice in een bijrol    | Amy Adams                    | Genomineerd |
| 2019 | BAFTA Awards           | Beste originele scenario       | Adam McKay                   | Genomineerd |
| 2019 | BAFTA Awards           | Beste montage                  | Hank Corwin                  | Gewonnen    |
| 2019 | BAFTA Awards           | Beste grime en haarstijl       | Beste grime en haarstijl     | Genomineerd |
| 2019 | Academy Awards         | Beste film                     | Beste film                   | Genomineerd |
| 2019 | Academy Awards         | Beste regie                    | Adam McKay                   | Genomineerd |
| 2019 | Academy Awards         | Beste acteur                   | Christian Bale               | Genomineerd |
| 2019 | Academy Awards         | Beste acteur in een bijrol     | Sam Rockwell                 | Genomineerd |
| 2019 | Academy Awards         | Beste actrice in een bijrol    | Amy Adams                    | Genomineerd |
| 2019 | Academy Awards         | Beste originele scenario       | Adam McKay                   | Genomineerd |
| 2019 | Academy Awards         | Beste montage                  | Hank Corwin                  | Genomineerd |
| 2019 | Academy Awards         | Beste grime en haarstijl       | Beste grime en haarstijl     | Gewonnen    |

## Trivia
- Producent Will Ferrell en regisseur Adam McKay werkten van 1995 tot 2001 samen aan Saturday Night Live. In het sketchprogramma kroop Ferrell regelmatig in de huid van George W. Bush. De twee werkten ook samen aan You're Welcome America (2009), een Broadway-toneelstuk over Bush.
- Vice is de tweede Hollywoodfilm die zich op het kabinet-George W. Bush focust. De eerste film was W. (2009) van regisseur Oliver Stone. In die film werd Cheney vertolkt door Richard Dreyfuss.